# Völklingen
Völklingen város Németországban, azon belül Saar-vidék tartományban. Lakosainak száma 41 632 fő (2024. június 30.).

## Közigazgatás
A város részei:
- Fenne
- Fürstenhausen
- Geislautern
- Heidstock
- Stadtmitte (belváros)
- Lauterbach
- Ludweiler
- Luisenthal
- Röchlinghöhe
- Wehrden

## Nevezetességei
A völklingeni vasmű a világörökség része.

## Népesség
A település népességének változása:
| Lakosok száma | 47 271 | 39 574 | 39 376 | 39 374 | 39 428 | 40 192 | 40 358 | 41 632 |
|               | 1975   | 2016   | 2017   | 2019   | 2021   | 2022   | 2023   | 2024   |